# Владимир Бакарић
Владимир Бакарић (Велика Горица, 8. март 1912 — Загреб, 16. јануар 1983) био је правник, учесник Народноослободилачке борбе, друштвено-политички радник СФРЈ и СР Хрватске, јунак социјалистичког рада и народни херој Југославије.
Током студија права у Загребу, прикључио се омладинској комунистичкој организацији, а 1933. постао члан тада илегалне Комунистичке партије (КПЈ) и Савеза комунистичке омладине (СКОЈ). Од 1935. био је секретар организације СКОЈ на Свеучилишту у Загребу и члан Централног комитета СКОЈ. Политички је деловао у Загребу, а због револуционарног рада је током 1935. и 1936. био хапшен. Покретао је у уређивао више партијских листова и часописа. Члан Централног комитета КП Хрватске био је од 1940. године.
Након окупације Југославије, 1941. деловао је најпре у Загребу, крајем исте године прешао је на ослобођену територију Лике, где је преузео дужност политичког комесара Главног штаба НОП одреда Хрватске. Биран је за већника АВНО Југославије, а 1943. био је и један од организатора ЗАВНО Хрватске. Децембра 1943. постао је члан Националног комитета ослобођења (НКОЈ) и заменик повереника за иностране послове, након чега је учествовао у борби за међународно признање Нове Југославије. Октобра 1944. преузео је дужност секретара ЦК КП Хрватске, коју је обављао до марта 1969. године.
Априла 1945. постао је председник Владе Федералне Хрватске и ову дужност је обављао у наредних неколико мандата до децембра 1953. године. Потом је од 1953. до 1963. био председник Народног сабора НР Хрватске. Упоредо је од 1945. до 1953. био члан Президијума Народне скупштине ФНРЈ, а од 1949. до 1960. председник Народног фронта, односно Социјалистичког савеза Хрватске. Од 1948. биран је за члана Централног комитета КП Југославије, а од 1952. Извршног комитета ЦК СКЈ, односно Председништва ЦК СКЈ. Од 1974. био је члан Председништва СФРЈ и у два једногодишња мандата његов потпредседник. Написао је више теоријских и публицистичких радова о економским и друштвеним проблемима у СФРЈ. Имао је чин генерал-потпуковника у резерви.
Носилац је Партизанске споменице 1941. и других одликовања, међу којима су Орден народног хероја и Орден јунака социјалистичког рада.

## Биографија
Рођен је 8. марта 1912. у Великој Горици, код Загреба. Био је најстарије дете у породици Стјепана Бакарића, судије Краљевског котарског суда и његове супруге Зоре, рођене Томац, који су још имали ћерку Штефанију и сина Звонка. Његов деда био је пореклом из Херцеговине, али је доласком у Лику узео презиме Бакарић, које је носила његова прва супруга, родом из старе личке породице. Године 1918. Стјепан Бакарић је премештен у Госпић, где је његов син пошао у основну школу и завршио прва три разреда. Четврти разред похађао је у селу Ново Чиче, код Велике Горице, где му је учитељица била Даница Томац, сестра његове мајке. Потом се вратио у Госпић, где је јуна 1922. завршио Нижу пучку школу. Исте године, његов отац постављен је за председника Краљевског судбеног стола у Огулину, а октобра 1927. осудио је на седам месеци затвора Јосипа Броза, због синдикалног организовања у Краљевици.
Септембра 1922. Владимир је започео школовање у реалној гимназији у Огулину, у којој је завршио седам разреда. Пошто је 1929. укинута огулинска гимназија, осми разред је завршио у Првој реалној гимназији у Загребу, у којој је и положио матуру. Иако је у младости желео да буде инжењер, након матуре је уписао Правни факултет у Загребу. Током студија, одлазио је у Социолошки клуб, где су одржавана предавања о различитим друштвеним проблемима, а претежно о марксизму и марксистичким темама. Овде се заинтересовао за марксизам, па је почео читати марксистичку литературу, као и дела Карла Маркса, Владимира Илича Лењина и др. На првој години судија разболео се од туберкулозе, па је повремено до 1934. одлазио на лечење у Тополшицу. Упркос болести, дипломирао је 30. октобра 1935. године, а две године касније је 30. октобра 1937. и докторирао право.

### Револуционарни рад
Поред Социолошког клуба, на Правном факултету Свеучилишта у Загребу, постојала је комунистичка студентска организација (Костуор), која је радила на окупљању студената левичара и њиховом повезивању са тада илегалном Комунистичком партијом Југославије (КПЈ). Од 1932. Бакарић је припадао Костоуру, који је наредне године трансформисан у организацију Савеза комунистичке омладине Југославије (СКОЈ). Исте године сви чланови ове организације, укључујући и Бакарића, примљени су у чланство Комунистичке партије. Средином 1930-их дошло је до оживљавања делатности СКОЈ и КПЈ на загребачком свеучилишту, па је студентски револуционарни покрет постао све масовнији. Године 1935. Бакарић је постао секретар свеучилишне организације СКОЈ, која је окупљала све скојевске ћелије, које су деловала на разним факултетима. Исте године укључен је у чланство Централног комитета СКОЈ, чији је секретар тада био Борис Кидрич.
Политичка делатност Владимира Бакарића међу студентима, није остала незапажена од полиције. Након провале у партијску организацију у Сиску, ухапшен је 4. децембра 1935. године. Због комунистичког деловања Државни суд за заштиту државе у Београду осудио га је 4. јуна 1936. на шест месеци затвора. Како је толико времена провео у истражном затвору, пуштен је на слободу. Убрзо по изласку из затвора, поново је ухапшен у Петрињи, где је у истражном затвору остао до новембра исте године. Након пуштања на слободу, радио је од 21. децембра 1936. до 17. маја 1938. као приправник код Окружног суда у Загребу, а од 18. маја до 29. новембра 1938. код Среског суда у Загребу.
Након докторирања, одлуком Адвокатске коморе у Загребу, од 1. јануара 1939. радио је код адвоката др Радивоја Валтера, а од 15. септембра исте године до почетка рата код др Павла Фролиха. Као интелектуалац, Бакарић се активно бавио проучавањем класика марксизма, као и других дела из филозофије и политичке економије. Упоредо се бавио и публицистичким радом, уређујући листове и часописе Израз, Наше новине, Глас омладине, Политички вијесник и др, који су излазили легално. Био је један од покретача листа Нови студент, намењеног студентима. Поред уређивања, бавио се и писањем чланака у којима је обрађивао актуелне политичке, економске и културне проблеме. Писао је о економској кризи, о фашизму у Италији и др. Од 1935. сарађивао је у техници Покрајинског комитета СКОЈ за Хрватску, а од 1937. у Агитпропу Централног комитета тада формиране Комунистичке партије Хрватске (КПХ).
Августа 1940. поново је ухапшен, заједно са групом истакнутих комуниста, међу којима су били — Анка Берус, Мартин Франекић, Мирко Буковец и Маријан Крајачић. Како у току истраге није ништа признао, а полиција није имала чврсте доказе, пуштен је на слободу након 30 дана. Током боравка у затвору на Првој конференцији КП Хрватске одржаној истог месеца изабран је за члана Централног комитета Комунистичке партије Хрватске. Иако је убрзо пуштен из затвора, није присуствовао Петој земаљској конференцији, одржаној октобра 1940. у Загребу.

### Народноослободилачка борба
Окупација Југославије и стварање Независне Државе Хрватске (НДХ), априла 1941. затекли су Владимира Бакарића у Загребу. Првих дана окупације, учествовао је на већини заједничких седница Централног комитета КПЈ и Централног комитета КПХ, на којима су доношене одлуке о даљем начину деловања Комунистичке партије у новонасталим условима. Учествовао је и на Мајском саветовању ЦК КПЈ. Као познати комуниста, у илегалност је прешао одмах након војног пуча у Београду, с обзиром да је полиција у Бановини Хрватској тада почела са активним хапшењем комуниста. Био је аутор бројних летака које је КПЈ растурала по Загребу и читавој Хрватској, а у којима је народ подстицан на устанак против окупатора и усташке власти. Написао је Проглас ЦК КПХ издат поводом напада Немачке на Совјетски Савез, 22. јуна 1941. године. До децембра 1941, као члан Војног комитета, активно је учествовао у организовању Народноослободилачке борбе у Загребу.
Половином децембра 1941. напустио је Загреб и отишао на ослобођену територију Лике, где је одлуком Централног комитета КПХ постављен на дужност политичког комесара Главног штаба НОП одреда Хрватске. Из Загреба је отишао са лажном исказницом и пропусницом на име Звонимира Ткалчића, а доласком у Лику, користио се партизанским именом Владо Катић, како окупатори и усташка полиција не би открили његов прави идентитет. У Главном штабу Хрватске активно је сарађивао са командантом Иваном Рукавином и начелником Штаба Фрањом Огулнцем, док су остали чланови Штаба углавном били на терену. Све до формирања ЗАВНОХ-а, средином 1943. Главни штаб је био највише политичко тело на ослобођеној територији, па је његов посао био веома сложен и захтевао много опреза. Као политички комесар радио је на политичком деловању устаничких јединица, како би се што већи број људи прикључио Народноослободилачком покрету (НОП). У том циљу је политичким комесарима партизанских јединица на терену писао опширне директиве о циљевима Народноослободилачке борбе, како би што боље усмерио њихово политичко деловање међу борцима и народом.
Пошто су највећи број бораца партизанских јединица у Хрватској чинили Срби, активно је радио да у њих укључи и Хрвате, који су одбијали да се прикључују партизанима. Како би успео у овој намери, радио је на спречавању освете партизанских јединица над Хрватима, због усташких злочина, као и сузбијању претеране идеологизације и левих скретања, која су захватила поједине партизанске јединице у другим деловима Југославије. Залагао се за отворену борбу против четника, који су заговарали сарадњу са Италијанима и тиме радили на пасивизацији српског народа у Хрватској. Отворени противчетнички став коришћен је и за придобијање Хрвата, а Бакрић је заступао помирљив став према заробљеним припадницима Хрватског домобранства, који су прелазили у партизанске јединице. Сматрао је да њих не треба одмах слати у борбу против усташа, већ првенствено против немачког и италијанског окупатора и четника, како би кроз ту борбу разоткрили улогу усташког покрета. На политичком плану, активно је сарађивао најпре са Владом Поповићем, делегатом ЦК КПЈ који је вршио дужност секретара Оперативног руководства КПХ, а од краја 1942. са Андријом Хебрангом, секретаром ЦК КП Хрватске. Политичко руководство у Хрватској је због слабих веза са Централним комитетом КПЈ и Врховним штабом НОВ и ПОЈ, одређени период од краја 1941. до краја 1942. било принуђено да самостално доноси одлуке. Чвршћа веза са највишим руководством, остварена је тек од јесени 1942, када су Врховни штаб и Централни комитет дошли у Босанску крајину.
Новембра 1942. Бакарић је изабран за већника Антифашистичког већа народног ослобођења Југославије (АВНОЈ) и учествовао на његовом Првом заседању у Бихаћу. На почетку Четврте непријатељске офанзиве, односно Операције Вајс I, јануара 1943. Главни штаб Хрватске је на Бакарићев захтев одбио предлог Врховног штаба о повлачењу у Босну, сматрајући да би одлазак највишег војног-политичког руководства значило пропаст Народноослободилачке борбе у Хрватској. Јуна 1943. учествовао је у формирању Земаљског антифашистичког већа народног ослобођења Хрватске (ЗАВНОХ), као и на његовом Првом заседању одржаном у Оточцу и на Плитвичким језерима. Руководство партизанског покрета било је незадовољно јер је ЗАВНОХ донео одлуку о прикључењу Хрватској Истре, Ријеке, Задра и других крајева, који су се налазили у саставу Краљевине Италије, јер је сматрало да само АВНОЈ може доносити одлуке о поништењу уговора између Италије и Југославије. Као политички комесар Главног штаба Хрватске Бакарић је имао прве контакте са савезничким војним мисијама, које су слате у Главни штаб, а након капитулације Италије, септембра 1943. водио је успешне преговоре са Италијанима око њихове предаје партизанским јединицама. Његовим ангажовањем у Главном штабу одржана су бројна војна и политичка саветовања, а била је основана и прва партизанска официрска школа. Функцију политичког комесара Главног штаба напустио је 19. новембра 1943, а на њој га је заменио Раде Жигић.
У току припрема за Друго заседање АВНОЈ-а, новембра 1943. Бакарић долази у Јајце. Као већник учествовао је на заседању АВНОЈ-а, на коме је изабран за члана Председништва АВНОЈ и за члан Националног комитета ослобођења Југославије (НКОЈ). У Националном комитету је добио задужење повереника без портфеља и заменика повереника за спољне послове Јосипа Смодлаке. Тада се активно укључио у борбу за међународно признање Нове Југославије. Заједно са члановима Врховног штаба и НКОЈ, боравио је у Јајцу и потом од јануара 1944. у Дрвару, где их је 25. маја 1944. затекао немачки ваздушни десант. Након десанта, почетком јуна 1944. они су совјетским авионом пребачени у Бари, а одатле на Вис, где је активно радио на спољнополитичким пословима. Учествовао је у преговорима Тита и Ивана Шубашића и закључењу Вишког споразума.
Услед све чешћих мимоилажења између ЦК КП Југославије и ЦК КП Хрватске, као и сукоба Андрије Хебранга са руководством КПЈ, због отвореног и претераног залагања за већу аутономију КПХ унутар КПЈ Бакарић је 5. октобра 1944. постављен на функцију секретара ЦК КП Хрватске, уместо Хебранга који је смењен. Тада напушта Вис и одлази у Топуско, како би средио стање у руководству КПХ. Крајем 1944. заједно са ЦК КПХ и ЗАВНОХ напушта Топуско и одлазио у ослобођену Далмацију. Током боравка у Шибенику и Сплиту, договарани су планови за коначно ослобођење Хрватске, као и програм за њену послератну обнову. На седници Председништва ЗАВНОХ-а у Сплиту 14. априла 1945. формирана је Народна влада Федералне Хрватске, за чијег је председника изабран Владимир Бакарић. Маја 1945. заједно са Владом прешао је у ослобођени Загреб. Како је Народна влада била састављена само од представника Народног фронта, односно чланова КПЈ, на Четвртом заседању ЗАВНОХ-а одржаном јула 1945. у Загребу, на коме је ЗАВНОХ прерастао у Народни сабор Хрватске, формирана је нова Влада Федералне Хрватске, у коју су поред представника КПЈ ушли и представници Хрватске сељачке странке (ХСС).

### Послератни период
Владимир Бакарић је из рата изашао као председник Владе и секретар ЦК КПХ, па је у послератном раздобљу био водећи политичар у Народној Републици Хрватској. Дужност председника Владе НР Хрватске обављао је осам и по година, односно пет мандата, све до 18. децембра 1953. године. Потом је од 18. децембра 1953. до 27. јула 1963. у два мандата обављао дужност председника Народног сабора НР Хрватске. Након смрти Владимира Назора, јуна 1949. преузео је и дужност председника Народног фронта Хрватске, односно Социјалистичког савеза радног народа Хрватске, коју је обављао 11 година (3 мандата) до 22. децембра 1960. године. Најдуже се задржао на функцији секретара Централног комитета Савеза комуниста Хрватске, коју је обављао укупно 24 године, до 28. марта 1969. када га је заменила Савка Дабчевић Кучар.
Од 1945. до 1963. биран је за народног посланика у Сабору НР Хрватске и за народног посланика у Савезној народној скупштини. Од Петог конгреса, јула 1948. на свим конгресима КПЈ/СКЈ биран је за члана Централног комитета Савеза комуниста Југославије. Биран је у највише органе Савеза комуниста Југославије — од Шестог конгреса, новембра 1952. био је члан Извршног комитета ЦК СКЈ, од октобра 1966. члан Председништва ЦК СКЈ, а у периоду од Деветог до Десетог конгреса (1969—1974) члан Извршног бироа ЦК СКЈ. Био је члан Председништва Савезног одбора Социјалистичког савеза радног народа Југославије (ССРНЈ) и члан Савезног одбора Савеза удружења бораца Народноослободилачког рата Југославије (СУБНОР).
Маја 1974. изабран је за члана Председништва СФРЈ из СР Хрватске, а на ову дужност поново је биран маја 1979. године. Током чланства у Председништву СФРЈ, два пута је обављао дужност потпредседника Председништва — први пут од 16. маја 1975. до 16. маја 1976. и други пут од 16. маја 1982. до смрти. Од 1975. до 1982. био је члан и председник Савета за заштиту уставног поретка, од 1967. члан Савета народне одбране и од 1963—194. члан Савета федерације.
Првих послератних година, његова делатност као председника Владе НР Хрватске била је усмерена на решавање виталних проблема у снабдевању, комуникацијама, храни и помоћи. Посебно се бавио радом на изградњи народне власти и функционисању нове државне управе. Као правник активно је радио на писању Устава Народне Републике Хрватске, усвојеног 18. јануара 1947. године. Истовремено је био активан и на међународној политичкој сцени. Учествовао је у решавању проблема разграничења Италије и ФНР Југославије, а током 1946. учествовао је на Мировној конференцији у Паризу. Године 1948. учествовао је на заседању Организације уједињених нација у Њујорку. Фебруара 1948, на почетку сукоба КП Југославије са комунистичким партијама чланицама Информбироа, био је члан делегације која је отпутовала у Москву и водила разговоре са Јосифом Стаљином и представницима СКП(б).
Умро је 16. јануара 1983. у Загребу. Сахрањен је на загребачком гробљу Мирогој.

## Дела
Бавио се теоријом научног социјализма и марксистичком публицистиком. Издао је велик број научних студија и расправа о питањима социјализма, проблемима савремене државе, економским питањима и остало.
Током свог друштвено-политичког рада, Бакарић је објавио следећа дела:
- О пољопривреди и проблемима села, Београд: Култура, 1960.
- Социјалистички самоуправни систем и друштвена репродукција, Загреб: Информатор, 1974.
- Друштвене класе, нација и социјализам, Загреб: Школска књига, 1976.
- Социјализам и друштвена репродукција, Загреб: Глобус, 1983.

## Одликовања и признања
Носилац је Партизанске споменице 1941. и других високих југословенских одликовања, међу којима су:
- Орден партизанске звезде са златним венцем, одликован 25. септембра 1944. од Председништва АВНОЈ-а[3]
- Орден југословенске велике звезде
- Орден народног ослобођења, одликован 26. фебруара 1945. од Президијума Народне Скупштине ФНРЈ
- Орден братства и јединства са златним венцем
- Орден за храброст
- Орден народног хероја, одликован 23. јула 1952. од Президијума Народне Скупштине ФНРЈ[4]
- Орден јунака социјалистичког рада, одликован 21. априла 1961. од председника ФНРЈ[5]

Од 1950. био је члан Југословенске академије знаности и умјетности (ЈАЗУ). Године 1970. додељена му је титула почасног грађанина града Загреба.